# Rui Soares
Pour les articles homonymes, voir Soares.
Rui Soares, né le 5 octobre 1993 à Porto, est un joueur professionnel de squash représentant le Portugal. Il atteint en mars 2023 la 53e place mondiale sur le circuit international, son meilleur classement. Il est champion du Portugal à quatre reprises entre 2015 et 2018.

## Biographie
En 2017, il devient le premier Portugais à se qualifier pour le tableau principal du championnat du monde où il s'incline au premier tour face à Zahed Mohamed.

## Palmarès

### Titres
- Championnats du Portugal : 4 titres (2015-2018)